# 森美移動
森美移動是香港商業電台一個電台節目，在2001年7月22日至2009年7月25日期間播出，由森美（梁志健），Leo（詹志文）和 陳強（陸家俊）主持，逢星期六晚上11時至凌晨1時在叱咤903（商業二台）播出。

## 簡歷
森美移動模擬自己為一所工廠，本著「森美移動，為你移動」的精神，發明不同的「森美量產型」解決一些生活上的小問題，廠長為森美。Line長分別是詹志民及陳強（於2005年底加入）。前Line長有Marco（因前往美國威斯康辛州讀書而離開）和細so（因為節目調動關係，曾於2006年4月8日離開森美移動，一度重返節目）。由於森美因為架勢堂投票事件而被停薪留職2個月，因此細so一度重返節目。
本節目分為多個環節，分別為「森美派出所」、「4(3)個只能活一個」、「笑談廣東話」、「森美量產型」和「森美幻想劇」。
由於2007年6月30日森美移動與薛凱琪舉行「903 id club 音樂游擊．薛凱琪x森美移動（辣妹打怪獸）」，所以森美移動組合成樂隊，口號暫時改為「森美移動，我為你心動」，並推出派台歌「四仔」、「點解你唔郁」、「三點式」等，最後更發表了專輯。另外，森美移動亦於2008年發表單曲「Never Say Kai」。
2009年1月10日細so主持完該集節目後就開始不再主持本節目。2009年3月21日短暫回歸，暫代放假的Leo。
森美在2009年6月6日節目中正式提及節目將在短期內結束。在2009年8月13日朋眾森美移動主持，包括Marco與細So聚首一堂，完成了在森美移動最後一集中提及，希望歷屆節目主持能夠再次一起主持節目的承諾，同時代表森美移動正式結束。

## 節目環節

### 開場白
由叱吒903DJ謝茜嘉旁白

森美移動於二零零一年七月二十二號成立，森美代表朝氣，移動代表唔郁。

顧名思義，森美移動就正正代表我哋同你之間嘅友好橋樑，我哋成立嘅目的，有兩點：分別係十一點，同一點。

我哋擁有完美嘅管理階層，大隻，過百呎嘅廠房，近三千名嘅女工，正……全廠更設有冷氣及電燈。

最近，為咗讓員工有更舒適嘅工作環境，廠房更增設咗精鋼特別鑄造健康球兩個，等員工可以輪流租用……

森美移動係一間有信譽，有實力，以港為家嘅跨港集團，業務範圍更遠達彩虹各屋邨，絕對係你信心嘅保證。

而創辦人森美亦有一席話：「大家好，我地嘅宗旨係：『森美移動，為你而動！』多謝！」

### 森美派出所
「森美派出所」主要是調查生活的鎖碎事，通常在樂富或商業電台附近地區進行。例如可否於中國銀行自動櫃員機提取滙豐銀行的鈔票、麥當勞番茄醬的甜酸度、208號巴士（廣播道為總站的巴士路線）是否準時到達廣播道、評審年宵攤位鋪名、計算戲院於播放電影前會播映多久的廣告片、行樓梯快還是使用升降機快等。

森美移動曾經在2009年2月28日進行蛋蛋大測驗，測試他們買回來的雞蛋是否時下的問題假雞蛋，也在當日教授聽眾吹蛋，有關影片已上載至Youtube。

### 三／四個只能活一個
在「三／四個只能活一個」環節中，各主持需要透過擲骰子，擲得最大點數的主持人不需要受罰，其他主持則要受罰（陳強例外，如果陳強擲得的點數使到其它人「圍骰」，當日他要受罰），每星期的懲罰不同，曾試過被夾𨋢（升降機）門、茄汁敷面、剃腋毛、洗濕底褲再穿上、食「格勒媽咪麫、格勒tea、格勒糯米滋」等等的格勒味（格勒即格勒底，為廣東話腋下的意思）系列、落地鐵站講「粗口」兩個字等等。現由"三六骰"來決定。
如果當天只有三個主持，則會改為「三個只能活一個」。

森美移動在2009年2月21日的「三個只能活一個」惡搞機場阿嬸片段。當日，陳強被罰在洗手間模仿忘記沖廁；Leo（詹志文）和森美則被罰在升降機大堂模仿錯過升降機。有關影片已上載至Youtube。並在2009年3月18日，Leo（詹志文）和森美模仿錯過升降機的影片，被台灣三立電視台的三立新聞播出。

森美移動的陳強和Leo在2009年7月4日的「三個只能活一個」模仿Moon Walk以及用普通話唱"被迫的"（米高·積遜的原作是"Beat It"）來悼念6月25日猝逝的米高·積遜，片段亦上載至YouTube 和土豆網。

在2009年7月25日的節目，「三個只能活一個」被改成「三個不能活一個」。森美需扮女人聲完成餘下節目、Leo需講普通話完成餘下節目、陳強則需要用鄉下話完成餘下節目（當日主持一口氣講出過去的154集的廣東話、陳強報天氣除外）。

### 唔止打好呢份工
- 由四位主持想出一些計劃來解決日常生活問題，當然只是幻想出來，例如把八折的士和泥蜢的士變成合法。

### 笑談廣東話
「笑談廣東話」的製作概念是源自無綫電視製作的電視節目：笑談普通話（2002-2003）（主持：利嘉兒）

也是第一個因「惡搞」而生的環節，是一個以廣東話開玩笑的環節，主力以鬧人的廣東話居多。這個環節主要會介紹一些廣東話俗語，以歡樂手法演繹該俗語的用法。

而森美移動在2009年7月25日的節目中有以下的話：

- 森美：原本有一個叫做笑談普通話，就利嘉兒做嘅，當時我想一想，大家對笑談普通話都睇得開心，不如學一下廣東話啦，可是當時不流行潮語，我們把一些以前的潮語放下去，演變成現在的笑談廣東話，可是算是當時的潮語，要定性一個目的，個目的咩，Leo。
- Leo（普通話）：哪是…，這些廣東話一定要…一定要…以前流行過的。
- 森美：以前流行過嘅，而家已經Out咗（過時的）嘅潮語，但係其實都係日常用語，例如第一集：「你咪當我Lu Lu喎！」則是源自梅小惠的《他來自江湖》與第二集：「Yo~洗乜驚呀？」則是源自張衛健《西遊記》，一講，由2003年做到而家，都有一百五十四個笑談廣東話用語講咗出嚟，開頭只有普通的廣東話，後來加入鬧人用語，主力鬧人的廣東話居多。

| Track   | Title                                                    |
| ------- | -------------------------------------------------------- |
| 第01集  | 你咪當我Lu Lu喎！唔係咁搞笑下話？                        |
| 第02集  | Yo~洗乜驚呀？噼拍你個龍的洞呀！                          |
| 第03集  | 真係苦過Dee Dee呀！                                      |
| 第04集  | 老虎蟹都制！ 女人真係茶煲（Trouble）呀！                 |
| 第05集  | 你都烚戇架！                                             |
| 第06集  | 真係弊家Nail呀！                                         |
| 第07集  | 你咬我食呀！                                             |
| 第08集  | 珍珠都冇咁真呀！ 堅過石堅呀！                            |
| 第09集  | 你今次真係屙拔甩呀！                                     |
| 第10集  | 我食硬你呀！                                             |
| 第11集  | 你信唔信我郁你吖嗱？                                     |
| 第12集  | 我識你老鼠！                                             |
| 第13集  | 你讀屎片㗎？                                             |
| 第14集  | 真係興過火屎！                                           |
| 第15集  | 你唔好扮晒蟹喎！                                         |
| 第16集  | 你係咪痴總掣呀？                                         |
| 第17集  | 你唔好嘰嘰噶噶呀！ 你係咪痴線㗎？                        |
| 第18集  | 真係比你吹脹呀！                                         |
| 第19集  | 我唔發火你當我病貓？                                     |
| 第20集  | 食懵你呀！                                               |
| 第21集  | 巴屎閉！                                                 |
| 第22集  | 正一「嘟」弗鬼呀！                                       |
| 第23集  | 你同我收嗲呀！                                           |
| 第24集  | 你嚇鬼呀！                                               |
| 第25集  | 你都狒狒地嘅！                                           |
| 第26集  | 幾大就幾大，沙蟹就沙蟹！                                 |
| 第27集  | 真係堅秋呀！                                             |
| 第28集  | 真係靚爆鏡呀！                                           |
| 第29集  | 你咪係度阿知阿咗呀下！                                   |
| 第30集  | 正一豬揼兜！                                             |
| 第31集  | 你真係好眉好貌生沙虱！                                   |
| 第32集  | 正一阿茂整餅啊！                                         |
| 第33集  | 信唔信我郁你吖嗱？                                       |
| 第34集  | 你唔係流馬尿下話？                                       |
| 第35集  | 我睇下你有咩把炮！                                       |
| 第36集  | 你唔係做嫁娘下話？                                       |
| 第37集  | 有關鑊的俗語 我打鑊甘你吖嗱！大鑊！ 真係鑊鑊新鮮鑊鑊甘！ |
| 第38集  | 堅定流架？                                               |
| 第39集  | 有咩留返拜山先講啦！                                     |
| 第40集  | 你唔好阻住個地球轉啦！                                   |
| 第41集  | 你充大頭鬼呀？                                           |
| 第42集  | 識？識你條毛！                                           |
| 第43集  | 你收嗲啦！                                               |
| 第44集  | 鬼唔知你阿媽係女人！                                     |
| 第45集  | 你當我老襯呀？                                           |
| 第46集  | 我而家玩謝你！                                           |
| 第47集  | 你同我躝屍趷路呀！                                       |
| 第48集  | 你唔好喺度也文也武呀下！                                 |
| 第49集  | 你咪口行行大隻講喎！                                     |
| 第50集  | 關你蛋治呀？                                             |
| 第51集  | 你都冇奶油嘅！                                           |
| 第52集  | 你阿媽大減價益你阿爸！                                   |
| 第53集  | 真係嚇到鼻哥窿都冇肉呀！                                 |
| 第54集  | 今次真係舐野！                                           |
| 第55集  | 正一大炮和！                                             |
| 第56集  | 真係過制呀！                                             |
| 第57集  | 畀畀畀，膝頭對上就髀！                                   |
| 第58集  | 你都戇居居食煎堆！                                       |
| 第59集  | 得呀得，唔得就食弗得！                                   |
| 第60集  | 真係熱到爆錶呀！                                         |
| 第61集  | 我一定告到你甩褲！                                       |
| 第62集  | 你做啲野真係吔吔烏啊！                                   |
| 第63集  | 你真係 Law Lee Jean 啊（攞嚟賤）                         |
| 第64集  | 你發咩 Ti 滕呀？                                         |
| 第65集  | 真係勁到甩轆呀！                                         |
| 第66集  | 真係渣到無輪呀！                                         |
| 第67集  | 你揼我波鐘呀！                                           |
| 第68集  | 你唔好扮晒上菜呀下！                                     |
| 第69集  | 我就睇下你有咩把炮！                                     |
| 第70集  | 你拋窒我呀！                                             |
| 第71集  | 你信唔信我拉你去打靶吖嗱！                               |
| 第72集  | 你正一食塞米！                                           |
| 第73集  | 呢條友正一沙沙滾！                                       |
| 第74集  | 真係懶到出汁呀！                                         |
| 第75集  | 真係煩過梵蒂岡呀！                                       |
| 第76集  | 今次真係天皇都冇面俾呀！                                 |
| 第77集  | 正一監Truly（監粗嚟）！                                  |
| 第78集  | 你唔好同我講咁多耶穌呀！                                 |
| 第79集  | 獎獎獎...獎你兩巴掌！                                    |
| 第80集  | 返鄉下耕田啦！                                           |
| 第81集  | 化到成個馬餾屎彿咁！                                     |
| 第82集  | 你唔好扮哂死狗呀下！                                     |
| 第83集  | 超咩超？唔順超過兩招吖！                                 |
| 第84集  | 你今晚食自己啦！                                         |
| 第85集  | 你都無奶油嘅！                                           |
| 第86集  | 你想食左我隻車呀！                                       |
| 第87集  | 識少少，扮代表！                                         |
| 第88集  | 你都算沙pok啦！                                          |
| 第89集  | 真係生舊叉燒好過生你呀！                                 |
| 第90集  | 咁多人死唔見你死！？                                     |
| 第91集  | 嘩！真係fit到漏油呀！                                    |
| 第92集  | 等我拆穿你個西洋鏡啦！                                   |
| 第93集  | 你咪口水多過茶啦！                                       |
| 第94集  | 咁大個人都唔臭米氣！                                     |
| 第95集  | 你呃我膝頭哥唔食辣椒醬呀！                               |
| 第96集  | 總之有咩依郁，揸住碌竹！                                 |
| 第97集  | 你當我王百萬呀？！                                       |
| 第98集  | 正一老泥妹！                                             |
| 第99集  | 我Zek硬你呀！                                            |
| 第100集 | 你咪係度鬼食泥啦！                                       |
| 第101集 | 你姓賴架？！                                             |
| 第102集 | 你蝦我唔識雞腸呀？                                       |
| 第103集 | 吊頸都要透下氣架                                         |
| 第104集 | 你痾篤尿出黎照下自己個樣啦!                              |
| 第105集 | 真係食龍肉都無味呀!                                      |
| 第106集 | 信唔信我打到你變柿餅丫喇!                                |
| 第107集 | 你唔好係度揩油下!                                        |
| 第108集 | 真係悶到爆廠呀!                                          |
| 第109集 | 真係發到變豬頭啊!                                        |
| 第110集 | 咩話？廣朹話呀!                                          |
| 第111集 | 你真係唔見棺材唔流眼淚呀!                                |
| 第112集 | 你唔好係度耍呢弄重下!                                    |
| 第113集 | 你唔係餚底下話？                                         |
| 第114集 | Don't Be 蛇Qua！                                         |
| 第115集 | 唔通有鬚就係你老豆呀!                                    |
| 第116集 | 真係連奶力都出埋呀！                                     |
| 第117集 | 今次打風都打唔甩呀!                                      |
| 第118集 | 你真係唔見棺材唔流眼淚呀!                                |
| 第119集 | 你見過鬼仲唔怕黑呀!                                      |
| 第120集 | 我而家劈砲唔撈呀！                                       |
| 第121集 | 你係咪眼大睇過龍呀!                                      |
| 第122集 | 估唔到你翻轉豬肚就係屎！                                 |
| 第123集 | 喳喳淋啦喂！                                             |
| 第124集 | 你宜家即係囉我黎教飛啫！                                 |
| 第125集 | 好！我就請你食蓮子羹！                                   |
| 第126集 | 你咪擘大個口得個窿啦！                                   |
| 第127集 | 你真係好凱喎！                                           |
| 第128集 | 你咪吹水唔抹咀啦！                                       |
| 第129集 | 你趕住去投胎咩！                                         |
| 第130集 | 你洗定個八月十五啦！                                     |
| 第131集 | 你食左弗得呀？                                           |
| 第132集 | 你見人講人話，見鬼講鬼話！                               |
| 第133集 | 你而家拋我浪頭呀？                                       |
| 第134集 | 嘩！今次我真係黑過墨豆呀！                               |
| 第135集 | 嘩！真係亂過黎巴嫩！                                     |
| 第136集 | 你呃鬼食豆腐呀？                                         |
| 第137集 | 我怕你有牙!                                              |
| 第138集 | 我切個頭畀你當凳仔坐!                                    |
| 第139集 | 嘩！乜你咁弱雞架！                                       |
| 第140集 | 你都烏SIR SIR嘅！                                        |
| 第141集 | 你呢啲正一牛屎飛!                                        |
| 第142集 | 你聽揸兜啦！                                             |
| 第143集 | 咁你即係大石砸死蟹啫！                                   |
| 第144集 | 妳正一姣屎凳篤！                                         |
| 第145集 | 你買定棺材啦！                                           |
| 第146集 | 咁你即係裝我彈弓啫！                                     |
| 第147集 | 你今次真係偷雞唔到蝕渣米！                               |
| 第148集 | 你腦囟都未生埋呀！                                       |
| 第149集 | 你噏得就噏，當秘笈！                                     |
| 第150集 | 你醒少少當幫忙啦！                                       |
| 第151集 | 你估山草藥吖，噏得就噏！                                 |
| 第152集 | Call Lau Yeah！                                          |
| 第153集 | 你唔好再喺度扭嘟忽花呀下！                               |
| 第154集 | 嘩！唔係咁乸脷呀話！                                     |
| 第155集 | 完结篇 笑談廣朹話六年回顧                                |

### 森美量產型
「森美量產型」是森美移動的最長壽主打環節，本環節會由主持發明一些為解決生活上的小問題的產品，「量產型」指大量生產的型號。森美從日本動畫機動戰士高達選出「量產型」這個詞語，希望這些產品能大量生產，並推出市面。這些量產型由「名人光」（梁光）改名。為量產型改名有兩大原則：
1. 名稱只可有兩個字
2. 「食字」（一種濫用以諧音字製造相關義，以扭曲原本詞義的搞笑手法，特色是突兀牽強無厘頭）

截至節目正式結束計，一共有368個量產型推出。 
森美移動曾於2004年8月推出「森美移動—量產型大圖鑑」（ISBN 962-8473-61-1）一書。書內收錄森美移動曾推出的量產型。
森美量產型 16-100 可在 881903.com 重溫

### 宣傳金句大企劃
2005年初，在森美移動的「客戶服務熱線」中，讀出聽眾光仔為量產型作的口號，後來在2005年中森美移動正式採用光仔為量產型作口號，同年因電影《童夢奇緣》，及因與「名人光」光仔同名關係，因而稱聽眾光仔為「光仔仔」。光仔仔為量產型作的口號以騎呢、不押韻為主，亦曾改編歌詞及廣告；2007年初，森美移動為「宣傳之達人」光仔仔設立了「宣傳金句大企劃」，光仔仔為陳強、Leo（詹志文）及細So作的量產型宣傳金句評名次。自2005年開始，光仔仔的出現成為網民反對的目標，一直至今，反對光仔仔的聲音此起彼落。《宣傳金句大企劃》是結尾環節，不滿光仔仔的網民通常以罷聽及轉台以示不滿。

### 森美幻想劇
「森美幻想劇」是由森美創作的廣播劇，有時是一集式有關時事的短劇，有時則是一系列的單元劇。森美幻想劇主要是以無厘頭形式來帶動整個故事，結局大都是胡鬧收場。

#### 曾播放之長篇劇
- 街車王
- 爆籃無敵
- Model王傳奇
- 006
- Bleach Boy 漂白少年
- 逃
- 森美移動音樂機械特勤

## 特別環節

### 森美移動奧運會
- 由於2008年北京奧運即將來臨，所以特設此環節
- 每星期都有不同的遊戲，4位節目主持人會鬥勝出遊戲
- 遊戲包括：搖搖搖搖到你落葉、揭揭揭生命力、夏日摩摩查

### 人腦電腦邊個醒
- 2008年12月13-27日播出
- 先想象一個目標，然後人工智能程式將嘗試通過問一些簡單的問題來描繪你所想象的物品！
- 人腦和電腦比賽，參加者問是非題，鬥快猜出想象的物品。
- 問最多問題才能猜中的成為低智能人。

| 日期           | 參加者                 | 低智能人 |
| -------------- | ---------------------- | -------- |
| 2008年12月13日 | 詹志文 vs 細so vs 陳強 | 詹志文   |
| 2008年12月20日 | 詹志文 vs 豪子         | 詹志文   |
| 2008年12月27日 | 詹志文 vs 急急子       | 急急子   |

### 飢饉三十
《森美移動》在2009年4月18日的直播節目中，作一個名為《饑饉三十真心真身分享》，主持人互相分享到援助國探訪的經歷，當日，所有節目環節（不包括開場白）皆會暫停播映一次。

### 惡搞廣告
《森美移動》在2009年6月20日的直播節目中，惡搞古天樂為内地的YOKOHAMA輪胎拍攝的廣告，用作諷刺古天樂普通話的水平，在Youtube的片段《森美移動的輪軚》，便在簡介中說「森美移動的普通話比古天樂更差」，在土豆網的片段《森美的山寨廣告》，在簡介中說「森美的節能輪軚」。

## 歌曲
森美移動在2007年組合成四人組合，在2007年7月6日發行首張唱片《Don't Be Scared》。內有四位主持合唱的歌曲五首，分別為：
《點解你唔郁》、《三點式》、《四仔》、《健美先生》和《片尾曲》。其中《四仔》更多次被人模仿。另外，森美移動亦於2008年發表單曲《Never Say Kai》。

## 批評
2004年1月，森美於節目中表示「沒有產過卵的母雞及沒有生育過的女性較好吃」，引起聽眾投訴。2004年7月，香港廣播事務管理局裁定言論含有性隱喻，令一般聽眾反感，且造成誣衊女性的效果。2006年8月，森美因為在主持森美移動期間，玩親吻腳底遊戲而遭到投訴。

## 外部連結
- 森美移動節目重溫 （页面存档备份，存于）（重溫需付費）
- 森美移動畫廊（內有「X個只能活一個」片段）（只限my903.com會員）
- 森美移動 - My903 交流區
- 朋咤咤訪問森美移動

| 香港商業電台 叱咤903商業二台節目 |                                         |                     |
| 上一節目 茜利妹踩鋼線            | 森美移動 2001年7月22日－2009年7月25日   | 下一節目 十人巷     |
| 前一節目： 花生騷                | 叱咤903商業節目 星期六晚上11時至凌晨1時 | 下一節目： 妹妹妹妹 |